# العلاقات الإثيوبية الإستونية
العلاقات الإثيوبية الإستونية هي العلاقات الثنائية التي تجمع بين إثيوبيا وإستونيا.

## مقارنة بين البلدين
هذه مقارنة عامة ومرجعية للدولتين:
| وجه المقارنة                                              | إثيوبيا                        | إستونيا                                                                             |
| --------------------------------------------------------- | ------------------------------ | ----------------------------------------------------------------------------------- |
| المساحة (كم2)                                             | 1.10 مليون                     | 45.34 ألف                                                                           |
| عدد السكان (نسمة)                                         | 104.96 مليون                   | 1.32 مليون                                                                          |
| الكثافة السكانية (ن./كم²)                                 | 95.42                          | 29.11                                                                               |
| العاصمة                                                   | أديس أبابا                     | تالين                                                                               |
| اللغة الرسمية                                             | اللغة الأمهرية                 | اللغة الإستونية                                                                     |
| العملة                                                    | بير إثيوبي                     | يورو، كرون إستوني، كرون إستوني، المارك الإستوني                                     |
| الناتج المحلي الإجمالي (بليون دولار)                      | 80.56 مليار                    | 25.92 مليار                                                                         |
| الناتج المحلي الإجمالي (تعادل القوة الشرائية) بليون دولار | 161.90 مليار                   | 38.11 مليار                                                                         |
| الناتج المحلي الإجمالي الاسمي للفرد دولار أمريكي          | 619                            | 17.79 ألف                                                                           |
| الناتج المحلي الإجمالي للفرد دولار أمريكي                 | 1.50 ألف                       | 28.14 ألف                                                                           |
| مؤشر التنمية البشرية                                      | 0.442                          | 0.871                                                                               |
| رمز المكالمات الدولي                                      | +251                           | +372                                                                                |
| رمز الإنترنت                                              | .et                            | .ee                                                                                 |
| المنطقة الزمنية                                           | ت ع م+03:00، توقيت شرق أفريقيا | ت ع م+02:00، ت ع م+03:00، توقيت شرق أوروبا، أوروبا/تالين ‏، توقيت شرق أوروبا الصيفي ‏ |

## منظمات دولية مشتركة
يشترك البلدان في عضوية مجموعة من المنظمات الدولية، منها:
| علم المنظمة | اسم المنظمة                        | تاريخ انضمام إثيوبيا | تاريخ انضمام إستونيا |
| ----------- | ---------------------------------- | -------------------- | -------------------- |
|             | الاتحاد البريدي العالمي            | ?                    | ?                    |
|             | مؤسسة التنمية الدولية              | 11 أبريل 1961        | 11 أكتوبر 2008       |
|             | منظمة حظر الأسلحة الكيميائية       | ?                    | ?                    |
|             | الأمم المتحدة                      | 13 نوفمبر 1945       | 17 سبتمبر 1991       |
|             | وكالة ضمان الاستثمار متعدد الأطراف | 13 أغسطس 1991        | 24 سبتمبر 1992       |
|             | منظمة الشرطة الجنائية الدولية      | ?                    | ?                    |
|             | مؤسسة التمويل الدولية              | 20 يوليو 1956        | 9 أغسطس 1993         |
|             | البنك الدولي للإنشاء والتعمير      | 27 ديسمبر 1945       | 23 يونيو 1992        |
|             | الاتحاد الدولي للاتصالات           | 20 فبراير 1932       | 19 مايو 1922         |
|             | الفريق المعني برصد الأرض           | ?                    | ?                    |
|             | يونسكو                             | 1 يوليو 1955         | 14 أكتوبر 1991       |

## وصلات خارجية
- موقع وزارة الخارجية الإثيوبية
- موقع وزارة الخارجية الإستونية